# しらべてゴー!
『しらべてゴー!』は、NHK教育テレビジョンで2005年4月6日から2009年3月10日まで放送されていた小学校3年生・4年生向けの学校放送（教科：社会科）である。

## 概要
子供たちが人々の暮らしや社会の仕組みについて自ら調べ、自ら考える力を身に付けることを狙いにした番組。番組は、3人の子供たちが不思議なバス「しらべて号」に乗り、学問の神様である「うめ仙人」の指導を受けながら町の「？」を探す模様を放送していた。

## パイロット版
2004年度の『冬のテレビクラブ』で放送。タイトルは「商店街のヒミツをさぐれ」。

### 放送日時
いずれも日本標準時。
| 期間           | 放送時間             |
| -------------- | -------------------- |
| 2004年12月20日 | 月曜日 10:15 - 10:30 |
| 2005年01月07日 | 金曜日 10:15 - 10:30 |

### 出演者
サーチ君
声 - 佐久間レイ
レイ
演 - 木挽礼
ユイ
演 - 藤本結衣
ケイ
演 - 加賀谷渓

## レギュラー版

### 放送時間
いずれも日本標準時、別の時間帯での再放送あり。
| 期間                         | 放送時間             |
| ---------------------------- | -------------------- |
| 2005年4月6日 - 2008年3月12日 | 水曜日 11:00 - 11:15 |
| 2008年4月8日 - 2009年3月10日 | 火曜日 09:30 - 09:45 |

### 出演者
うめ仙人
声 - 千葉繁
うめよ
声 - 倖月美和
シオリ
演 - 井上栞
レイ
演 - 木挽礼
ユイ
演 - 藤本結衣

### 放送リスト
| 回 | タイトル                              | 初回放送日     |
| -- | ------------------------------------- | -------------- |
| 1  | まちには?がいっぱい                   | 2005年04月06日 |
| 2  | 地図でわかるまちのじまん              | 2005年04月20日 |
| 3  | しりょうでさぐるゴミのゆくえ          | 2005年05月11日 |
| 4  | デジタルカメラで市役所たんけん        | 2005年05月25日 |
| 5  | 聞いてみよう水のひみつ                | 2005年06月08日 |
| 6  | 図表でしらべる交通安全                | 2005年06月22日 |
| 7  | 達人への道 インタビューの極意         | 2005年07月06日 |
| 8  | 探してみよう!お店のくふう             | 2005年08月24日 |
| 9  | スーパーマーケットのひみつ            | 2005年09月14日 |
| 10 | 工夫がいっぱい!農家の仕事             | 2005年09月28日 |
| 11 | 発見!体験!昔のくらし                  | 2005年10月12日 |
| 12 | 探そう!昔のえらい人                   | 2005年10月26日 |
| 13 | しくみを探ろう!町の工場               | 2005年11月09日 |
| 14 | 体験しよう!地元のお祭り               | 2005年11月24日 |
| 15 | 達人への道 発表の極意                 | 2005年12月07日 |
| 16 | くらしを守る 消ぼうの仕事             | 2006年01月11日 |
| 17 | 地形によって変わるくらし              | 2006年01月25日 |
| 18 | ラーメンでわかる県のじまん            | 2006年02月08日 |
| 19 | 世界につながるみんなのくらし          | 2006年02月22日 |
| 20 | 達人への道 まちの自まんを新聞にしよう | 2006年03月08日 |
| 21 | 達人への道 しらべるっておもしろい     | 2006年04月12日 |
| 22 | 町のじまんをしらべてみよう            | 2006年04月26日 |
| 23 | ゴミはどこに行くの?                   | 2006年05月17日 |
| 24 | 駅の一日をみてみよう                  | 2006年05月31日 |
| 25 | 水はどこからとどく?                   | 2006年06月14日 |
| 26 | 安全を守る けいさつの仕事             | 2006年06月28日 |
| 27 | 達人への道 インタビューの極意         | 2006年07月12日 |